# Té magique

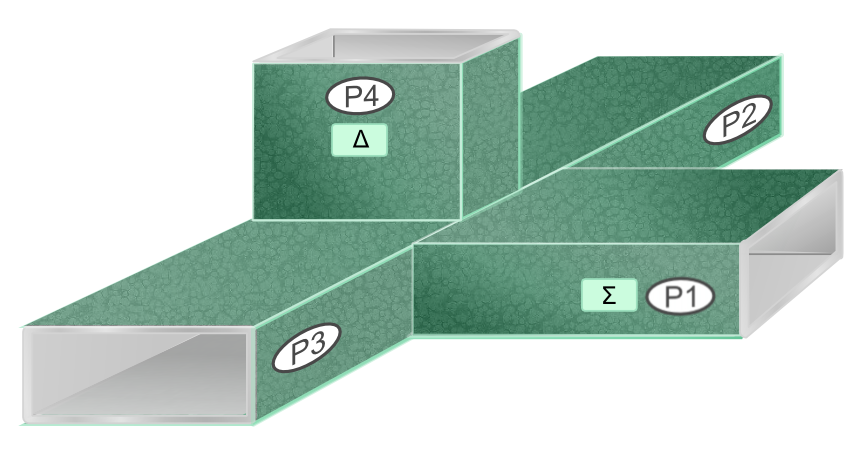
Té magique

Un té magique (ou té hybride) est un composant radio-électrique utilisé dans les systèmes micro-ondes. Il fait partie de la famille des coupleurs hybrides 3dB.
Le té magique est développé durant la Seconde Guerre mondiale. W.A. Tyrell, ingénieur aux Laboratoires Bell, est l'auteur de la première publication faisant mention de ce composant. De façon indépendante, Robert L. Kyhl et Bob Dicke ont également développé des tés magiques durant la même période.

## Structure du composant
Le composant combine deux coupleurs plan E et plan H. 
En supposant que :
- les ports 1, 2 et 3 du composant forment le coupleur plan H
- et les ports 1, 2 et 4 du composant forment le coupleur plan E

On appelle :
- les ports 1 et 2, les ports parallèles ou ports latéraux
- le port 3, le port somme
- le port 4, le port différence

## Représentation matricielle
La matrice des paramètres S du composant s'exprime de la façon suivante :
{\displaystyle S={\frac {1}{\sqrt {2}}}{\begin{pmatrix}0&0&1&1\\0&0&1&-1\\1&1&0&0\\1&-1&0&0\end{pmatrix}}}

### Sources et bibliographie
- W. A. Tyrell, Hybrid circuits for microwaves, Proc. IRE, 35. 1947